# Pegomya geniculata
Pegomya geniculata är en tvåvingeart som först beskrevs av Bouche 1834.  Pegomya geniculata ingår i släktet Pegomya och familjen blomsterflugor. Arten är reproducerande i Sverige. Inga underarter finns listade i Catalogue of Life.